# Paul Leka
Paul Leka (* 20. Februar 1943 in Bridgeport; † 12. Oktober 2011 in Sharon) war ein US-amerikanischer Songwriter, Pianist und Arrangeur.

## Leben
Der Sohn der albanischen Emigranten Theodore und Dhimitra Leka nahm Piano-Stunden und versuchte schon im Alter von 16 Jahren seine selbst geschriebenen Lieder zu verkaufen. In den 1960er Jahren spielte er in der Gruppe The Chateaus, zu der auch Gary DeCarlo und Dale Frashuer gehörten. Später schrieb er Songs für andere Gruppen, wie The Lemon Pipers und The Peppermint Rainbow.